# 구르주프

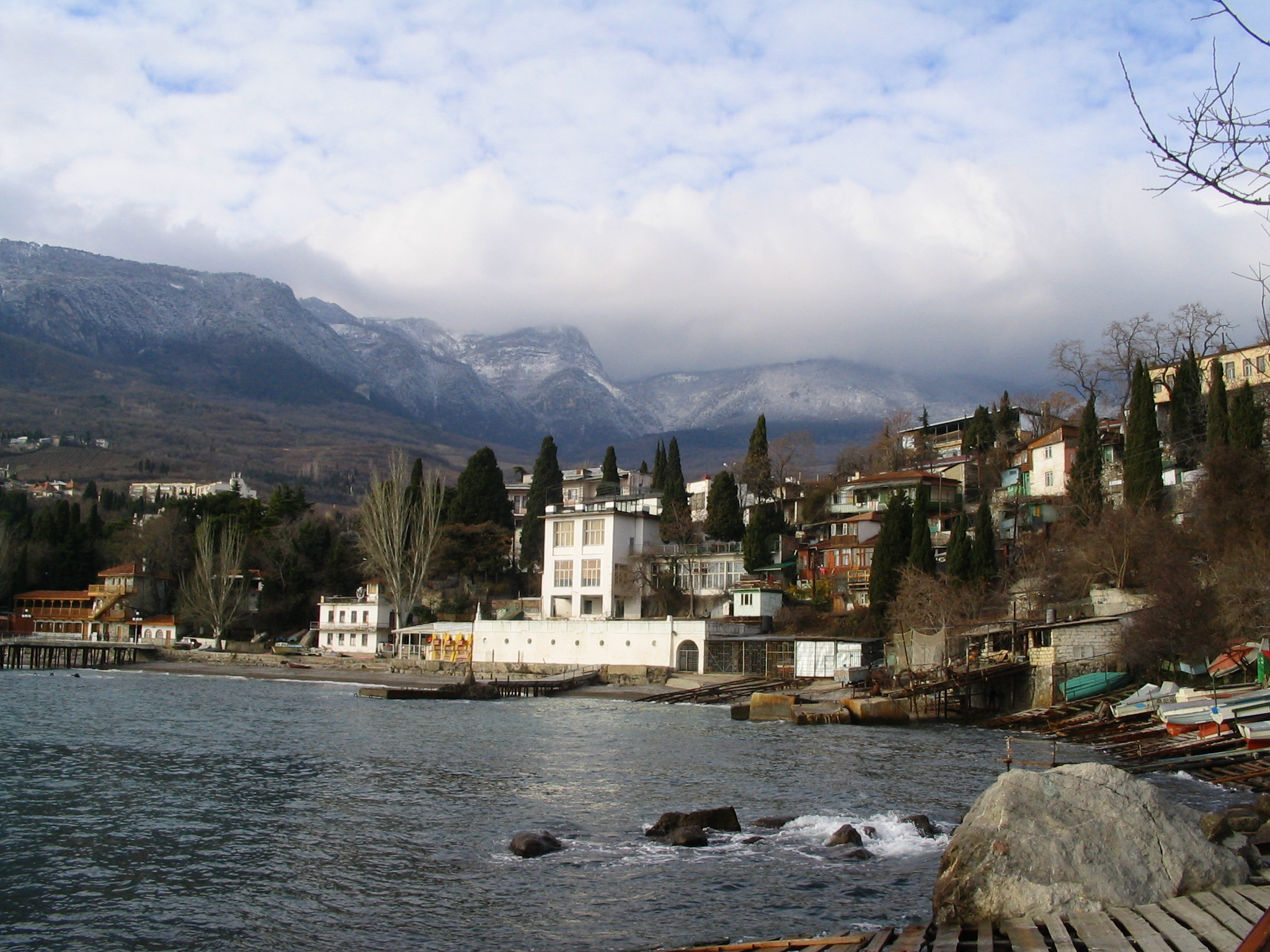
구르주프의 겨울

구르주프(러시아어: Гурзуф, 우크라이나어: Гурзуф 후르주프[*], 크림 타타르어: Gurzuf)는 크림반도 남부에 위치한 도시로 러시아 크림 공화국(사실상) 또는 우크라이나 크림 자치 공화국(국제적인 승인)에 위치한다. 참고로 크림반도는 2014년 이후부터 우크라이나로부터 독립을 선언하여 러시아에 병합되었지만 대다수의 국가와 유엔은 이를 인정하지 않고 있다.
인구는 8,933명(2014년 기준)이다. 흑해 북부 연안과 접하며 얄타에서 동쪽으로 11km 정도 떨어진 곳에 위치한다.

시기
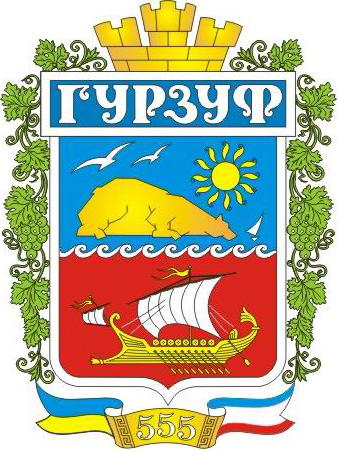
시 문장

## 인구 변화
- 1805년 — 179명 (전부 크림 타타르족)
- 1926년 — 2,446명 (1,380명은 크림 타타르족, 708명은 러시아인, 215명은 우크라이나인, 49명은 그리스인, 20명은 유대인, 12명은 아르메니아인, 12명은 벨라루스인, 11명은 라트비아인, 8명은 독일인, 31명은 기타)
- 1939년 — 6,115명
- 1989년 — 11,665명
- 2001년 — 8,676명